# Tobias Grahn
Tobias Grahn (Karlskrona, 5 marzo 1980) è un ex calciatore svedese, di ruolo attaccante.

## Biografia
Da una relazione poi finita con la modella e conduttrice televisiva danese Ibi Støving ha avuto un figlio di nome Anakin.

## Carriera

### Club
Grahn iniziò la carriera con l'Öster, per giocare poi nel Beira-Mar, ancora Öster e Lyngby. Fu poi ingaggiato dal Vålerenga, per cui debuttò nella 1. divisjon il 1º settembre 2001, quando sostituì Kristen Viikmäe nel pareggio a reti inviolate contro lo Start. Il 22 settembre segnò la prima rete, nella vittoria per 1-0 contro il Sandefjord. A fine stagione, la squadra raggiunse la promozione.
Il 28 aprile 2002, poté così esordire nella Tippeligaen. Fu titolare nella vittoria per 2-0 sul Sogndal. Il 5 maggio segnò la prima rete, nel 2-0 inflitto all'Odd Grenland.
Passò al Malmö, per cui giocò il primo incontro il 17 agosto 2003, segnando anche una rete nel 6-0 con cui la sua squadra superò l'Hammarby. In seguito, vestì la maglia dello Aarhus e poi dell'Odense.
Giocò poi nel Gimnàstic Tarragona, nello Hertha Berlino e nel Randers, quindi ebbe altre due parentesi in Allsvenskan prima al Mjällby e poi all'Örebro. Nel 2013 disputò 8 partite con il Brønshøj nella seconda serie danese.
Ha chiuso la carriera nella terza serie danese al Gentofte-Vangede, squadra guidata da Søren Fjorting che già era stato suo allenatore ai tempi del Lyngby.

### Nazionale
Ha giocato nella nazionale svedese Under-21.
Grahn giocò 4 partite, per la Svezia, con una rete all'attivo.